# Diocesi di Idicra
La diocesi di Idicra (in latino: Dioecesis Idicrensis) è una sede soppressa e sede titolare della Chiesa cattolica.

## Storia
Idicra, identificabile con Aziz Ben Tellis nell'odierna Algeria, è un'antica sede episcopale della provincia romana di Numidia.
Sono quattro i vescovi documentati di questa diocesi africana. Nel suo De schismate Donatistarum, sant'Ottato parla del vescovo donatista Felice, vissuto nel IV secolo. Nel periodo in cui l'imperatore Giuliano emanò un decreto in favore dei donatisi, attorno al 362, si recò a Tipasa con Urbano Formensis, ed entrambi si macchiarono di delitti contro i cattolici, alcuni dei quali mortali.
Alla conferenza di Cartagine del 411, che vide riuniti assieme i vescovi cattolici e donatisti dell'Africa romana, presero parte il cattolico Marciano e il donatista Marziale. Quest'ultimo firmò gli atti anche per Felice di Garba e Giusto di Forma.
Quarto vescovo noto è Palladio, il cui nome si trova al 16º posto nella lista dei vescovi della Numidia convocati a Cartagine dal re vandalo Unerico nel 484; Palladio era già deceduto all'epoca della redazione di questa lista.
Dal 1933 Idicra è annoverata tra le sedi vescovili titolari della Chiesa cattolica; dal 28 agosto 2024 il vescovo titolare è Matías Vecino, vescovo ausiliare di Santa Fe de la Vera Cruz.

## Cronotassi

### Vescovi residenti
- Felice † (menzionato nel 362) (vescovo donatista)

- Marciano † (menzionato nel 411)
  - Marziale † (menzionato nel 411) (vescovo donatista)
- Palladio † (prima del 484)

### Vescovi titolari
- Ferdinando Giuseppe Antonelli, O.F.M. † (19 febbraio 1966 - 5 marzo 1973 nominato cardinale diacono di San Sebastiano al Palatino)
- Georg Weinhold † (4 luglio 1973 - 10 ottobre 2013 deceduto)
- Alfonso Gerardo Miranda Guardiola (22 marzo 2014 - 8 giugno 2024 nominato vescovo di Piedras Negras)
- Matías Vecino, dal 28 agosto 2024